# Conflicto de Benishangul-Gumaz
El conflicto Benishangul-Gumuz es un conflicto importante en la zona de Metekel de la región Benishangul-Gumuz en Etiopía entre 2019-2022.

## Acontecimientos
El 22 de junio de 2019 tuvo lugar un intento de golpe de Estado en la región de Amhara. En la madrugada del 23 de junio, hombres armados sospechosos de apoyar al líder del complot. golpista mataron a 37 personas e hirieron a 18 en la zona de Metekel. A principios de septiembre de 2020, se produjeron semanas de ataques contra civiles en la zona de Metekel, especialmente en Bulan. Las redes sociales en línea estimaron 150 muertes, lo que Atinkut Shitu, administrador de la Zona Metekel, cuestionó. Según las redes sociales, según lo informado por Addis Standard, los objetivos eran de etnia amhara. Las autoridades dijeron que los ataques no tenían motivos étnicos.
En octubre, entre doce y cuarenta personas murieron en una disputa personal por un arma de fuego robada en la Zona Metekel. Los políticos de Amhara afirman que fue un ataque contra miembros de la etnia Amhara por parte de las milicias Gumuz. El 14 de noviembre, un ataque a un autobús de pasajeros en Benishangul-Gumuz mató a 34 personas. El 8 de diciembre, el puesto de mando de la zona de Metekel mató a 23 insurgentes presuntamente asociados con el Frente Popular de Liberación de Tigray en Dangur.
El 15 de diciembre, civiles fueron asesinados en las woredas de Dangur y Dibate. Funcionarios de la región de Amhara declararon que las víctimas fueron amharas asesinadas por su identidad étnica. Los funcionarios de Benishangul-Gumuz, por su parte, no estuvieron de acuerdo con la identificación del conflicto como "violencia entre comunidades entre varias naciones".  Addis Standard estimó el 22 de diciembre que los ataques de la Zona Metekel mataron a 24 personas.
En la noche del 22 al 23 de diciembre de 2020, se produjo una masacre y un incendio de casas en el kebele de Bikuji en la zona de Metekel. El 23 de diciembre de 2020, la Comisión Etíope de Derechos Humanos contabilizó 100 muertes. Las autoridades respondieron matando a 42 sospechosos y arrestando a siete oficiales.

## Acuerdos de paz
El 22 de diciembre de 2020, Abiy Ahmed sostuvo conversaciones con los residentes de la zona de Metekel, el ministro de Paz Muferiat Kamil, el jefe de Estado Mayor del ejército Birhanu Jula Gelalcha, Ashadli Hussein y otros funcionarios. En diciembre de 2020, Ashadli declaró que el Ministerio de la Paz coordinaría la creación de un comité de reconciliación compuesto por personas de las regiones de Benishangul-Gumuz y Amhara.
A fines de febrero de 2021, se habían realizado varios foros de paz en Gilgil Beles, la capital de Metekel Zone. El gobierno federal comenzó a crear una "milicia de autodefensa multiétnica", que tenía 9000 miembros en febrero de 2021. Tsegaye Berhanu, investigador de la Universidad de Assosa, criticó la creación de la milicia y afirmó: "Armar a grupos desarmados es como fomentando la venganza, y pone el área en una trampa de conflicto sin fin".
En octubre de 2022, la oficina de comunicación del gobierno regional de Benishangul Gumuz dijo que el gobierno regional y el Movimiento Democrático Popular Gumuz (GPDM), un grupo rebelde militarmente activo en la región, firmaron un acuerdo de paz para resolver sus diferencias “a través del diálogo”.